# City of Los Angeles

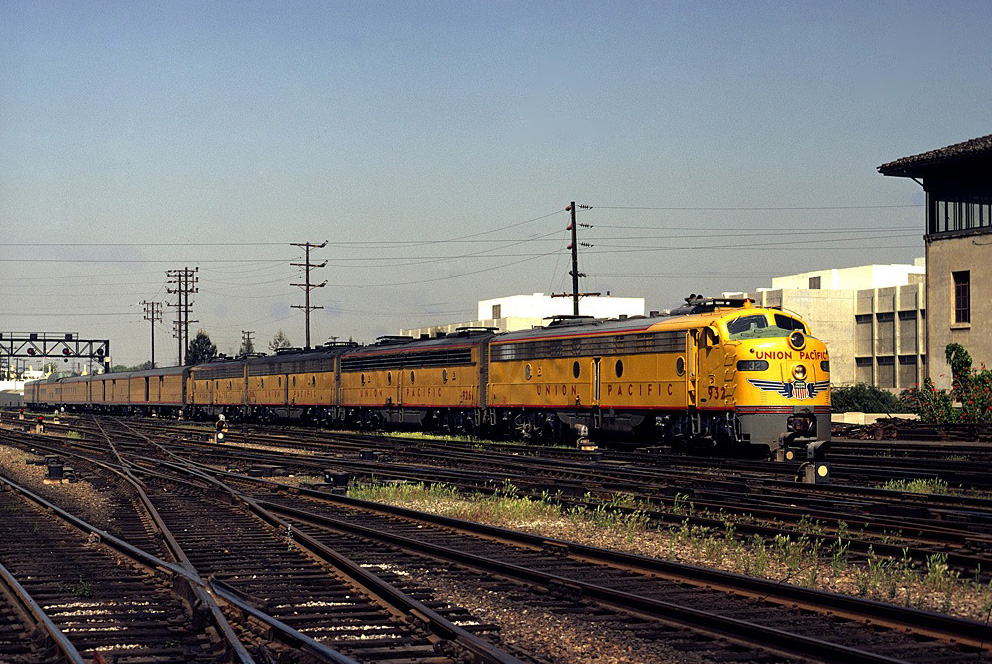
Los Angeles. março de 1971.

O City of Los Angeles foi um trem de passageiros estadunidense que perfazia a rota entre Chicago, no Illinois, e Los Angeles, na Califórnia, via Omaha e Ogden. Entre Omaha e Los Angeles, o trem foi operado pela Union Pacific Railroad. A leste de Omaha, o trem foi operado pela Chicago and North Western Railway até 1955, e pela Milwaukee Road após esse ano.
Este trem foi o top-de-linha da Union Pacific, concorrendo diretamente com o Super Chief, um trem de passageiros operado pela Atchison, Topeka and Santa Fe Railway, e com o Golden State, operado pela Rock Island e pela Southern Pacific.